# Ana de Egmond
Ana de Egmond (Grave, marzo de 1533 - Breda, 24 de marzo de 1558), condesa de Buren, Lingen (hasta 1551 comprado por el emperador) y Leerdam; señora de IJsselstein, Borsele, Grave, Kranendonk, Jaarsveld, Kortgene, Sint-Maartensdijk y Odijk. Fue la única hija y heredera de Maximiliano de Egmont y Francisca de Lannoy.
En 1551 se convirtió en la primera esposa de Guillermo de Orange, católica como su marido hasta 1573, el matrimonio fue feliz y sobreviven cartas escritas entre ambos. Tuvieron tres hijos:
- María de Nassau (1553-1555), muerta en la infancia;
- Felipe-Guillermo de Orange-Nassau (1554 - 1618), casado con Leonor de Borbón, sin descendencia;
- María de Nassau (1556-1616), casada con Felipe de Hohenlohe-Neuenstein, sin descendencia.

Ana de Egmond fue enterrada en la Iglesia de Nuestra Señora (Breda).